# Когалыколь (Костанайская область)
Когалыколь (каз. Қоғалыкөл) — село в Амангельдинском районе Костанайской области Казахстана. Входит в состав Амангельдинского сельского округа. Код КАТО — 393435500.

## География
Находится примерно в 9 км к востоку от районного центра села Амангельды.

## История
До 5 апреля 2013 года село входило в состав упразднённого Есирского сельского округа.

## Население
В 1999 году население села составляло 116 человек (55 мужчин и 61 женщина). По данным переписи 2009 года, в селе проживало 117 человек (52 мужчины и 65 женщин).